# Waffentierchen
Das Waffentierchen (Stylonychia pustulata) ist ein Einzeller, der zu den Wimpertierchen zählt. 

## Merkmale
Das Waffentierchen hat eine Größe von etwa 0,15–0,25 mm und einen breit-kahnförmigen Körper, der durch das Cytoskelett weitgehend starr ist. Die beiden Randcirrenreihen stoßen nicht aneinander und am Hinterende stehen in der Cirrenlücke drei verlängerte Schwanzborsten. Das Peristom ist gut ausgebildet.
Das Waffentierchen strudelt mit seinen Wimpern Bakterien und andere Kleinstlebewesen in seinen Zellmund. Es bevorzugt saubere bis mäßig verschmutzte Gewässer und ist in diesen relativ häufig zu finden.